# Hejin
Hejin, tidigare romaniserat Hotsin, är en stad på häradsnivå som lyder under Yunchengs stad på prefekturnivå i Shanxi-provinsen i norra Kina. Den ligger omkring 300 kilometer sydväst om provinshuvudstaden Taiyuan.
Hejins stadsområde  gränsar i öster till Gula floden och staden har namn efter ett vadställe över floden. Fenfloden rinner genom staden men flyter samman med Gula floden först någon mil söder om staden. 

## Källa
1. ↑  ”worldpostmarks.net”. Arkiverad från originalet den 2 januari 2015. https://web.archive.org/web/20150102101710/http://worldpostmarks.net/HTML%20Countries/china.htm. Läst 22 juli 2015.